# 石川県立輪島高等学校
石川県立輪島高等学校（いしかわけんりつ わじまこうとうがっこう、英: Ishikawa Prefectural Wajima High School）は、石川県輪島市河井町にある公立の高等学校。

## 設置学科
- 全日制
  - 普通科
    - ビジネスコース
- 定時制
  - 普通科

## 概要
輪島市中心部に所在する。かつての「門前分校」は石川県立門前高等学校に、「町野分校」は石川県立町野高等学校に独立し、石川県立輪島実業高等学校設立の際は「商業科」を移管する。現在は同地区の生徒人口減少をうけ、2007年（平成19年）に策定された石川県内第2次高等学校再編計画によって、2008年（平成20年）4月に石川県立輪島実業高等学校と統合した。

## 沿革

### 前身校
- 1923年（大正12年）4月1日 - 石川県立輪島中学校創立。
- 1926年（大正15年）4月1日 - 輪島町立高等女学校創立。
- 1928年（昭和3年）4月1日 - 輪島町立高等女学校を石川県に移管し、石川県立輪島高等女学校と改称。

### 石川県立輪島高等学校
- 1948年（昭和23年）
  - 4月1日 - 学制改革により旧制輪島中学校と旧制輪島高等女学校を統合して、石川県立輪島高等学校を設置。
  - 7月 - 校章を制定。
  - 7月29日 - 定時制課程を併設。
- 1949年（昭和24年）3月 - 輪島中学校、輪島高等女学校、輪島高等学校の各同窓会を統合し、桐章会を結成。
- 1950年（昭和25年）
  - 3月8日 - 校旗を樹立、校歌を制定。
  - 5月 - 創立記念式典を挙行。
- 1951年（昭和26年）7月10日 - 防火用水槽（プール兼用）工事竣工。
- 1952年（昭和27年）11月22日 - 校舎増築工事竣工。
- 1957年（昭和32年）2月15日 - 門前分校定時制課程を全日制課程に移行する。
- 1962年（昭和37年）
  - 4月1日 - 門前分校が独立し、石川県立門前高等学校となる。
  - 12月20日 - 校舎増築工事竣工。
- 1963年（昭和38年）12月13日 - 校舎増築工事竣工。
- 1967年（昭和42年）2月11日 - 第1体育館竣工。
- 1969年（昭和44年）3月30日 - 新校舎第1期工事竣工。
- 1970年（昭和45年）
  - 3月31日 - 新校舎第2期工事竣工。
  - 4月1日 - 石川県立輪島実業高等学校設立に伴い、商業科を同校へ移管。
- 1972年（昭和47年）4月1日 - 町野分校が独立し、石川県立町野高等学校となる。
- 1980年（昭和55年）3月25日 - 屋外部室棟及びトイレ工事竣工。
- 1982年（昭和57年）5月10日 - 第2体育館竣工。
- 1983年（昭和58年）10月31日 - 中庭「青雲の広場」造成工事完成。
- 1989年（平成元年）5月8日 - 運動場改修工事完成。
- 1993年（平成5年）3月25日 - 第1体育館大規模改修工事完成。
- 1995年（平成7年）3月24日 - 防火用水槽（プール）を撤去し、跡地をテニスコートに転用。
- 2002年（平成14年）3月 - 校舎大規模改修・耐震補強工事竣工。
- 2004年（平成16年）7月10日 - PTAによる普通教室等の冷房設備設置。
- 2007年（平成19年）9月20日 - 屋外照明設備設置。
- 2008年（平成20年）4月1日 - 石川県立輪島実業高等学校との統合に伴い、総合学科を開設。
- 2020年（令和2年）4月1日 - 総合学科を募集停止し、普通科ビジネスコースを開設。
- 2022年（令和4年）3月31日 - 総合学科閉科。
- 2024年（令和6年）
  - 1月1日 - 能登半島地震が発生し、校舎の一部が被災。体育館は避難所、校庭は自衛隊の災害対応拠点となった。約2週間で授業を再開した[1][2]。
  - 12月31日 - 第75回NHK紅白歌合戦で歌手の坂本冬美が来校。本校体育館から生中継で「能登はいらんかいね」を歌唱した[3]。

## 教育理念
個人の尊厳を自覚し、高い知性と豊かな徳性、強靱な体を養い広い視野に立って、個性に富む文化の創造を目指し、積極進取にして、明朗で誠実な人間の育成にあたる。

## 部活動
- 運動部 - 陸上、バレーボール、バスケットボール、ソフトテニス、サッカー、バドミントン、卓球、野球、水泳、ダンス
- 文化部 - 吹奏楽、JRC（ボランティア）、英語、パソコン、科学、美術、華道、茶道、和太鼓、箏曲
- 同好会 - アントナプレナー

## 校歌・賛歌
- 校歌 - 作詞：川本清太郎、作曲：藤井制心
- 輪高賛歌 ～鳳雛の名のもとに～ - 作詞：安田梓、作曲：浦一正

## 所在地
〒928-0001 石川県輪島市河井町18部42の2

## 著名な出身者
- 石川宣雄 - 第5代石川県穴水町長
- 宇野邦夫 - 石川県議会議員、金沢市議会議員
- 小口貴子 - スケルトン選手、2018年平昌オリンピック日本代表
- 川﨑俊哲 - プロ野球選手
- 木棚照一 - 早稲田大学教授
- 北村茂男 - 環境副大臣、総務大臣政務官兼内閣府大臣政務官、衆議院議員、第73代石川県議会議長、石川県議会議員
- 三枝こころ - ファッションモデル
- 山中毅 - 水泳選手、1956年メルボルンオリンピック、1960年ローマオリンピック日本代表